# 赫連昌
赫連昌（？—434年），一名折，字還國，十六國時期夏國皇帝，匈奴鐵弗部人，赫連勃勃三子，赫連勃勃在位時被封太原公。
夏真興六年（424年），赫連勃勃欲廢太子赫連璝，改立酒泉公赫連倫，赫連璝發兵攻殺赫連倫，後赫連昌再襲殺赫連璝平亂，赫連勃勃遂以赫連昌為太子。真興七年（425年）赫連勃勃去世，赫連昌繼位，改元承光。
承光二年（426年），北魏大舉攻夏，克長安。次年（427年），占領夏國都城統萬（今內蒙古烏審旗南白城子），赫連昌逃往上邽（今甘肅天水）。承光四年（428年），北魏攻上邽，會戰中赫連昌因馬失前蹄墜地而被生擒。
赫連昌被俘後，北魏太武帝拓跋燾十分禮遇他，不僅使其住在西宮，更把皇妹嫁給他，並封會稽公。拓跋燾亦常命赫連昌隨待在側，打獵時二人有時亦單獨並騎，赫連昌素有勇名，因此拓跋燾可說對赫連昌十分信任。北魏神䴥三年（430年）三月又被封為秦王。
北魏延和三年（434年）閏三月，赫連昌叛魏西逃，途中被抓獲格殺。

## 家庭

### 夫人
- 赫連昌皇后
- 北魏始平公主，428年娶

### 女儿
- 赫连氏，嫁罗提[3]
- 赫连氏，嫁北魏司徒公、平阳王长孙翰[4]